# Cordes-Tolosannes
Cordes-Tolosannes è un comune francese di 274 abitanti situato nel dipartimento del Tarn e Garonna nella regione dell'Occitania.

## Società

### Evoluzione demografica
Abitanti censiti